# 1286 Banachiewicza
1286 Banachiewicza је астероид главног астероидног појаса чија средња удаљеност од Сунца износи 3,024 астрономских јединица (АЈ).
Апсолутна магнитуда астероида је 10,88 а геометријски албедо 0,061.